# Baron Daresbury

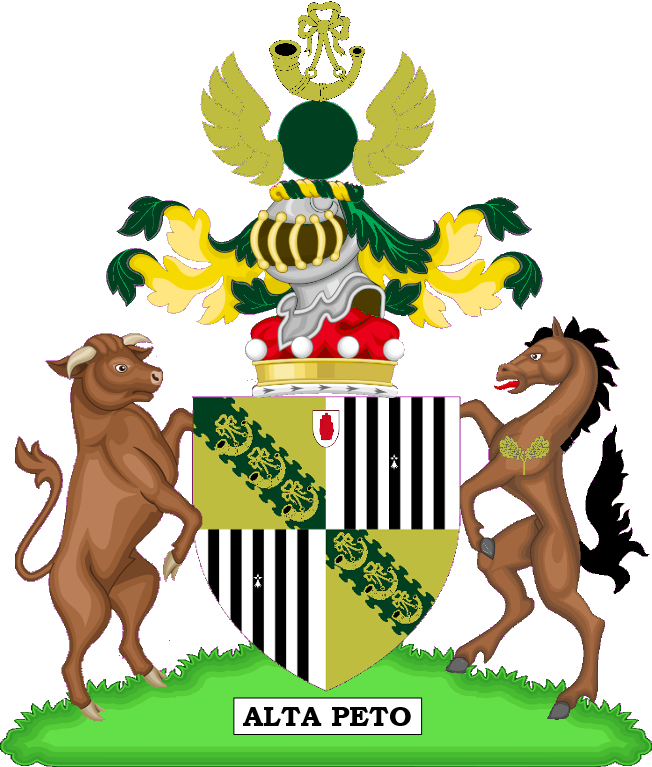
Wappen der Barone Daresbury

Baron Daresbury, of Walton in the County of Chester, ist ein erblicher britischer Adelstitel in der Peerage of the United Kingdom.
Familiensitz der Barone war Walton Hall bei Warrington und ist heute Hall Lane Farm bei Daresbury, beide in Cheshire.

## Verleihung
Der Titel wurde am 21. Juni 1927 für Sir Gilbert Greenall, 2. Baronet geschaffen. Er hatte bereits 1894 von seinem Vater Sir Gilbert Greenall, 1. Baronet (1806–1894) den fortan nachgeordneten Titel Baronet, of Walton Hall in the County of Chester, geerbt, der diesem am 22. Februar 1876 verliehen worden war.
Heutiger Titelinhaber ist seit 1996 dessen Urenkel Peter Greenall als 4. Baron.

## Liste der Barone Daresbury (1927)
- Gilbert Greenall, 1. Baron Daresbury (1867–1938)
- Edward Greenall, 2. Baron Daresbury (1902–1990)
- Edward Greenall, 3. Baron Daresbury (1928–1996)
- Peter Greenall, 4. Baron Daresbury (* 1953)

Titelerbe (Heir Apparent) ist der älteste Sohn des aktuellen Titelinhabers, Hon. Thomas Greenall (* 1984).